# Cicurina arcuata
Espèce
Synonymes
- Cicurina complicata Emerton, 1890
- Coelotes gnavus Banks, 1892

Cicurina arcuata est une espèce d'araignées aranéomorphes de la famille des Cicurinidae.

## Distribution
Cette espèce se rencontre aux États-Unis au Massachusetts, au Connecticut, dans l'État de New York, en Pennsylvanie, au New Jersey, au Maryland, en Virginie, en Caroline du Nord, au Tennessee, en Géorgie, en Floride, en Alabama, en Louisiane, en Arkansas, au Texas, au Nouveau-Mexique, au Missouri, en Illinois, en Indiana, en Ohio, au Michigan, au Wisconsin, au Minnesota, au Nebraska, au Kansas et au Washington et au Canada au Saskatchewan, au Manitoba, en Ontario, au Québec, au Nouveau-Brunswick et en Nouvelle-Écosse,.

## Description

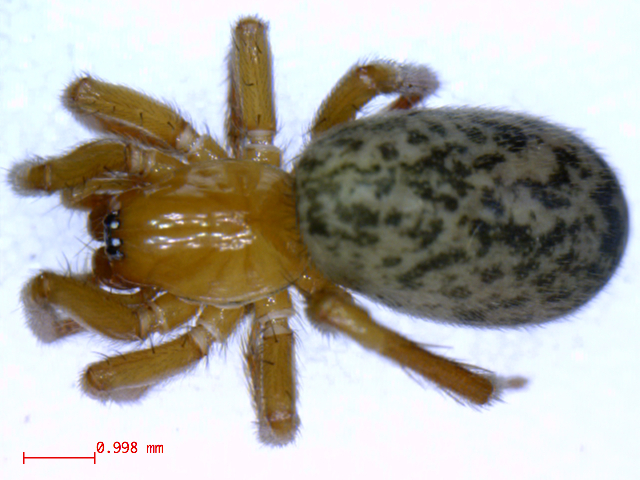
Cicurina arcuata

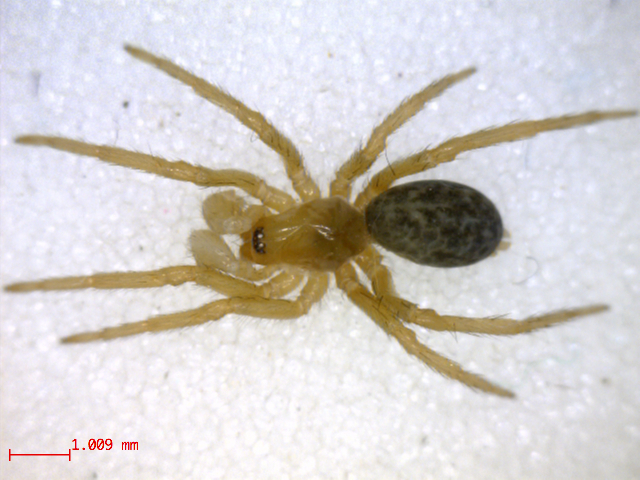
Cicurina arcuata

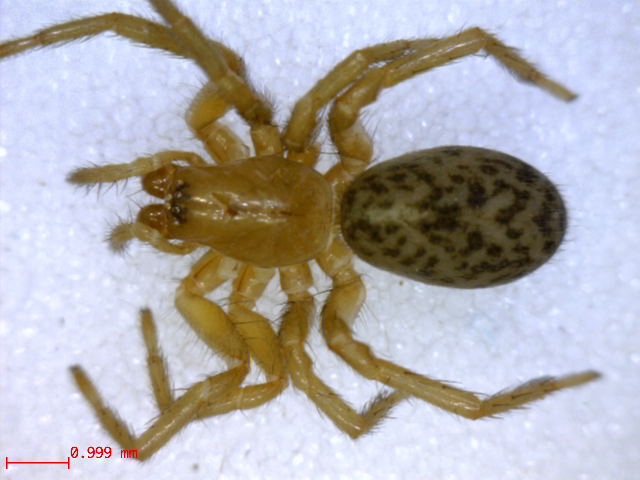
Cicurina arcuata

Le mâle syntype mesure 5,8 mm et la femelle syntype 6,7 mm.
Les mâles mesurent de 4,30 à 5,65 mm et les femelles de 3,70 à 7,00 mm.

## Systématique et taxinomie
Cette espèce a été décrite par Keyserling en 1887. Elle est placée en synonymie avec Cicurina robusta par Exline en 1936. Elle est relevée de synonymie par Chamberlin et Ivie en 1940.
Cicurina complicata a été placée en synonymie par Chamberlin et Ivie en 1940.

## Publication originale
- Keyserling, 1887 : « Neue Spinnen aus America. VII. » Verhandlungen der kaiserlich-königlichen zoologisch-botanischen Gesellschaft in Wien, vol. 37, p. 421-490 (texte intégral).